# 한국철도공사 393000호대 전동차
한국철도공사 393000호대 전동차는 충청권 광역철도 운행용으로 도입 예정인 한국철도공사의 통근형 전동차다.

## 특징
경전철이 아닌 중ㆍ대형전철 중에서는 4량으로 편성된 경강선을 비롯한 서해선, 동해선 광역전철과는 달리, 대경선 광역전철용 전동차(392000호대)를 기반으로 2량 1편성으로 설계 및 제작된 차량이다.
2칸에 모두 동력이 있어 기존 동력차ㆍ무동력차에 분산된 기기가 각 차량에 모두 배치되며 1위측에는 무동력 대차, 2위측에는 동력 대차를 사용하여 동력비는 1:1로 기존 전동차와 동일하다.

## 현황
| 차호        | 도입 시기   | 운행 중단 시기 | 비고 |
| ----------- | ----------- | -------------- | ---- |
| 393I01 편성 | 2025년      | 시운전 중      |      |
| 393I02 편성 | 2025년      | 시운전 중      |      |
| 393I03 편성 | 2025년 예정 | 도입 예정      |      |
| 393I04 편성 | 2025년      | 시운전 중      |      |
| 393I05 편성 | 2025년 예정 | 도입 예정      |      |
| 393I06 편성 | 2025년 예정 | 도입 예정      |      |
| 393I07 편성 | 2025년 예정 | 도입 예정      |      |
| 393I08 편성 | 2025년 예정 | 도입 예정      |      |

## 배속
- 39301~39308편성: 대전차량사업소 소속, 2량

## 같이 보기
- 충청권 광역철도
- 한국철도공사
- 한국철도공사 371000호대 전동차
- 한국철도공사 381000호대 전동차
- 한국철도공사 391000호대 전동차
- 한국철도공사 392000호대 전동차